# April
April (ook wel: grasmaand, paasmaand, eiermaand) is de vierde maand van het jaar in de gregoriaanse kalender, en heeft 30 dagen. De dierenriemtekens van april zijn Ram en Stier.
In de oud-Romeinse kalender was maart aanvankelijk de eerste maand van het jaar en april dus de tweede.

## Etymologie

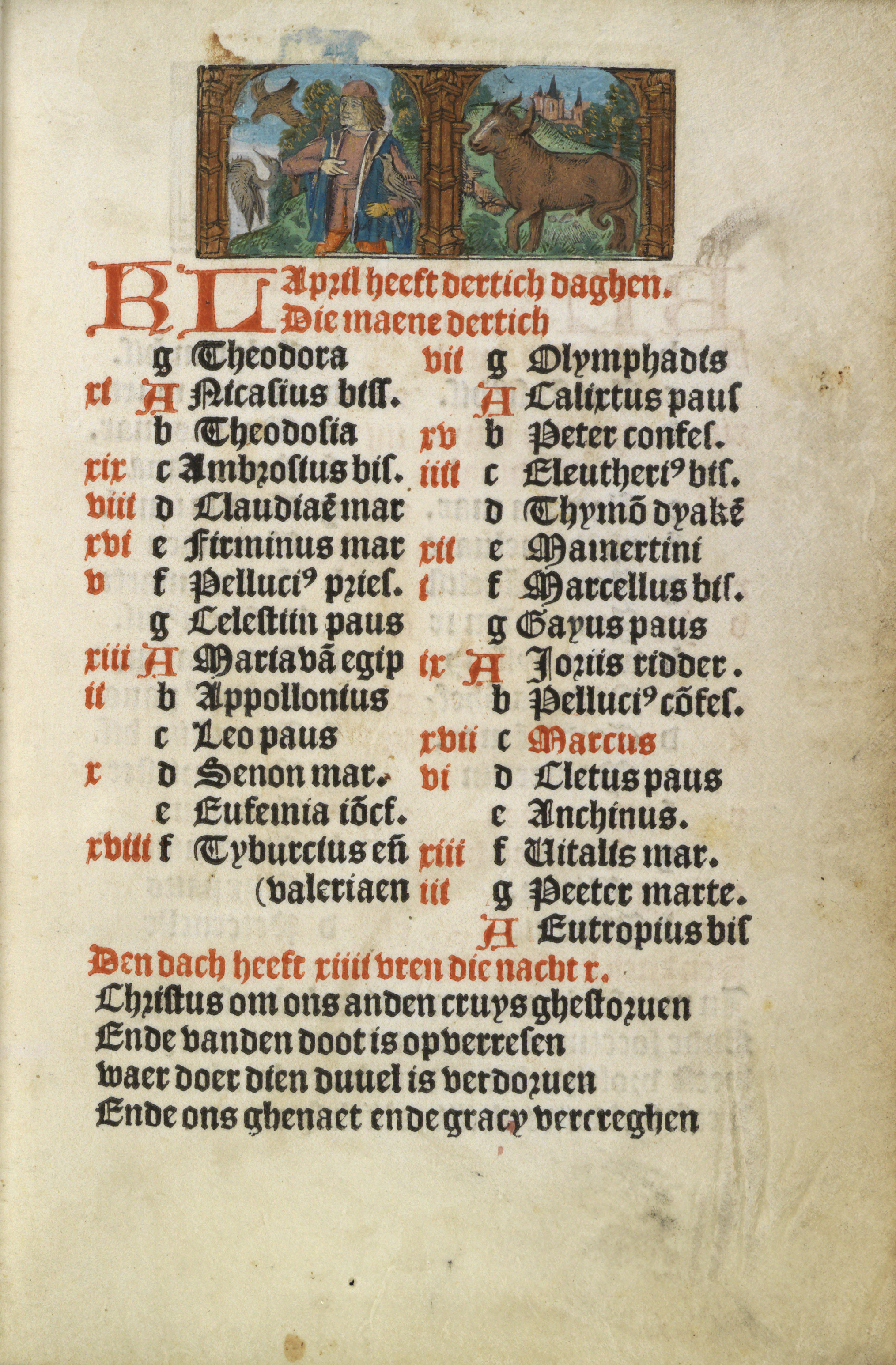
April in Getijdenboek Wolfgang Hopyl

De naam april komt vermoedelijk van het Latijnse werkwoord aperire, dat "openen" betekent. Waarschijnlijk verwijst dit naar de groei van de planten en bloemen in de lente. Een andere theorie stelt dat de naam is afgeleid van een woord dat ‘tweede’ betekent, of van ‘Aperta’, een bijnaam van Apollo.

### Andere namen
- Verouderde/puristische namen in het Nederlands zijn: grasmaand, kiemmaand of paasmaand;
- Romeinse naam: Aprilis;
- Joodse naam: Ijar.

## Geschiedenis

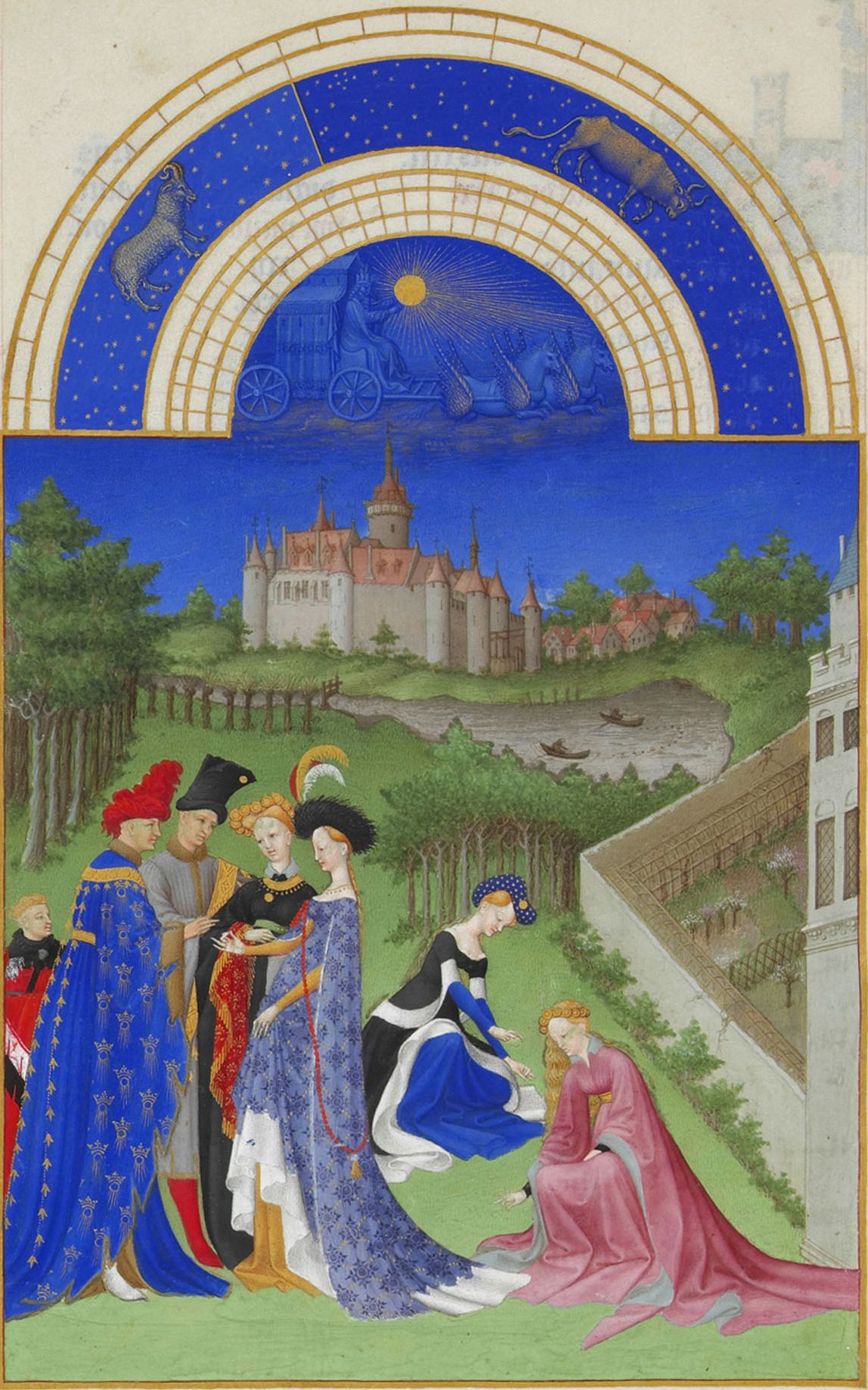
Afbeelding bij april in Les Très Riches Heures du duc de Berry (± 1410)

De eerste vermelding van de naam april in het Nederlands dateert uit 1240; het woord werd op een woordenlijst Latijn-Middelnederlands aangetroffen. De eerste vermelding in de Lage Landen dateert echter al van de twaalfde eeuw, uit een ridderroman over Sint-Servaas en Troje, waarin dichter Hendrik van Veldeke schreef:
In dem aberellen

so die bluomen springen

so loubent die linden

und gruonent die buochen.

So habent ir willen

die volgele und singen

want si minne vinden

aldaer si suochen an ir genoz.— Hendrik van Veldeke
Vrije vertaling: In april, als de bloemen ontluiken, krijgen de linden bladeren en worden de beuken groen. Dan hebben de vogels wat ze willen en zingen ze, want ze vinden liefde waar ze haar zoeken, bij hun partners.

## Gebeurtenissen
- Traditioneel is 1 april de dag van de 1 aprilgrappen;
- Pasen valt soms al in maart, maar meestal in april - de laatst mogelijke datum voor Pasen is 25 april (zie ook Paasdatum);
- 27 april: Koningsdag in Nederland;
- 30 april: Walpurgisnacht (voorheen tevens Koninginnedag).

## Meteorologie
- Op het noordelijk halfrond is april de tweede maand van de meteorologische lente. Het weer in april kan sterk variëren.
- Op het zuidelijk halfrond is april de tweede maand van de meteorologische herfst.

### Weerspreuken
Een bekende Nederlandse weerspreuk is April doet wat hij wil, waarmee wordt gedoeld op het feit dat in april heel veel soorten weer mogelijk zijn. Dat het weer zeer wisselvallig kan zijn wordt ook bedoeld met de Vlaamse variant Maartse buien, Aprilse grillen.

## Afbeeldingen

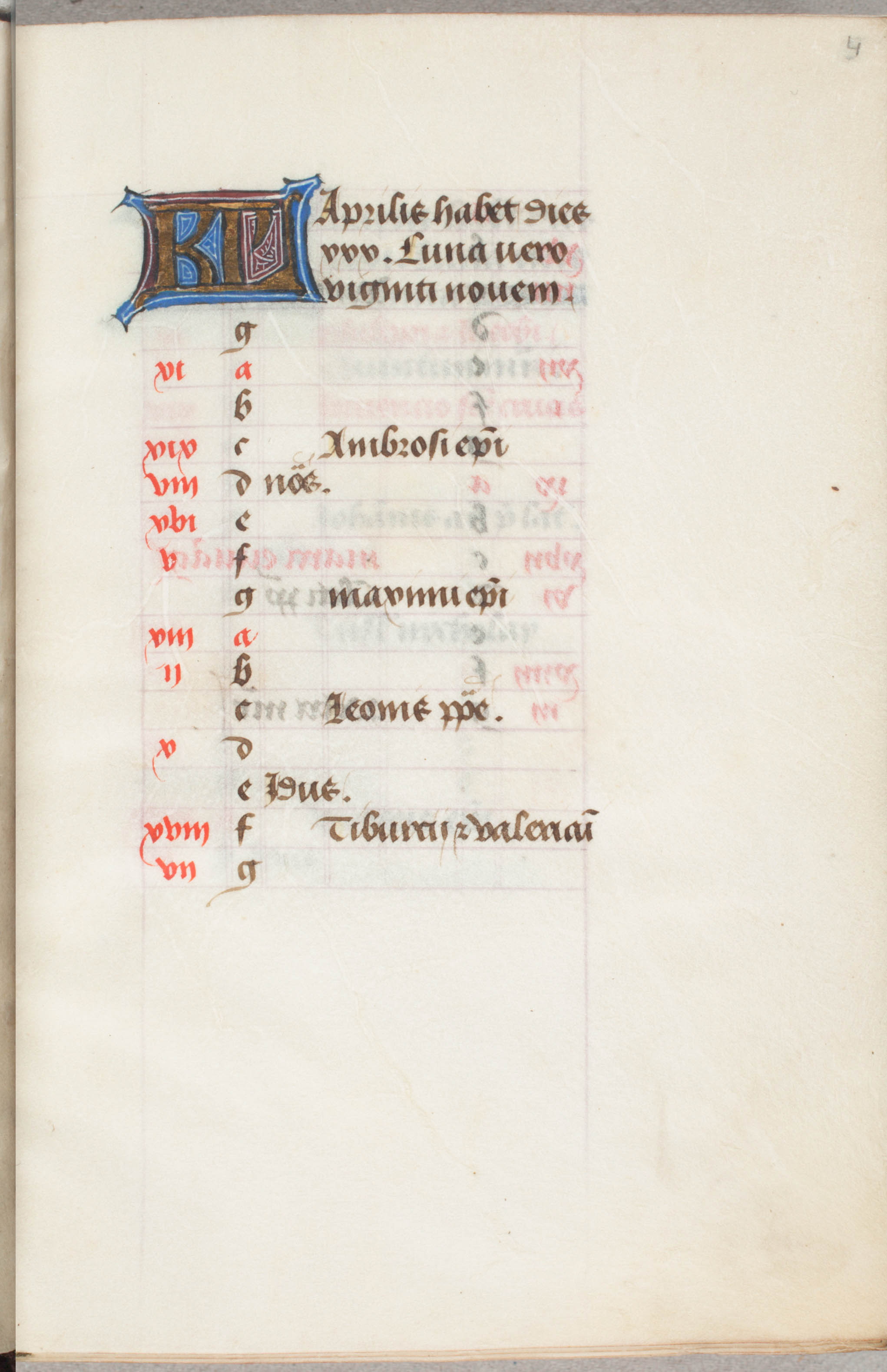
April in het Trivulzio-getijdenboek
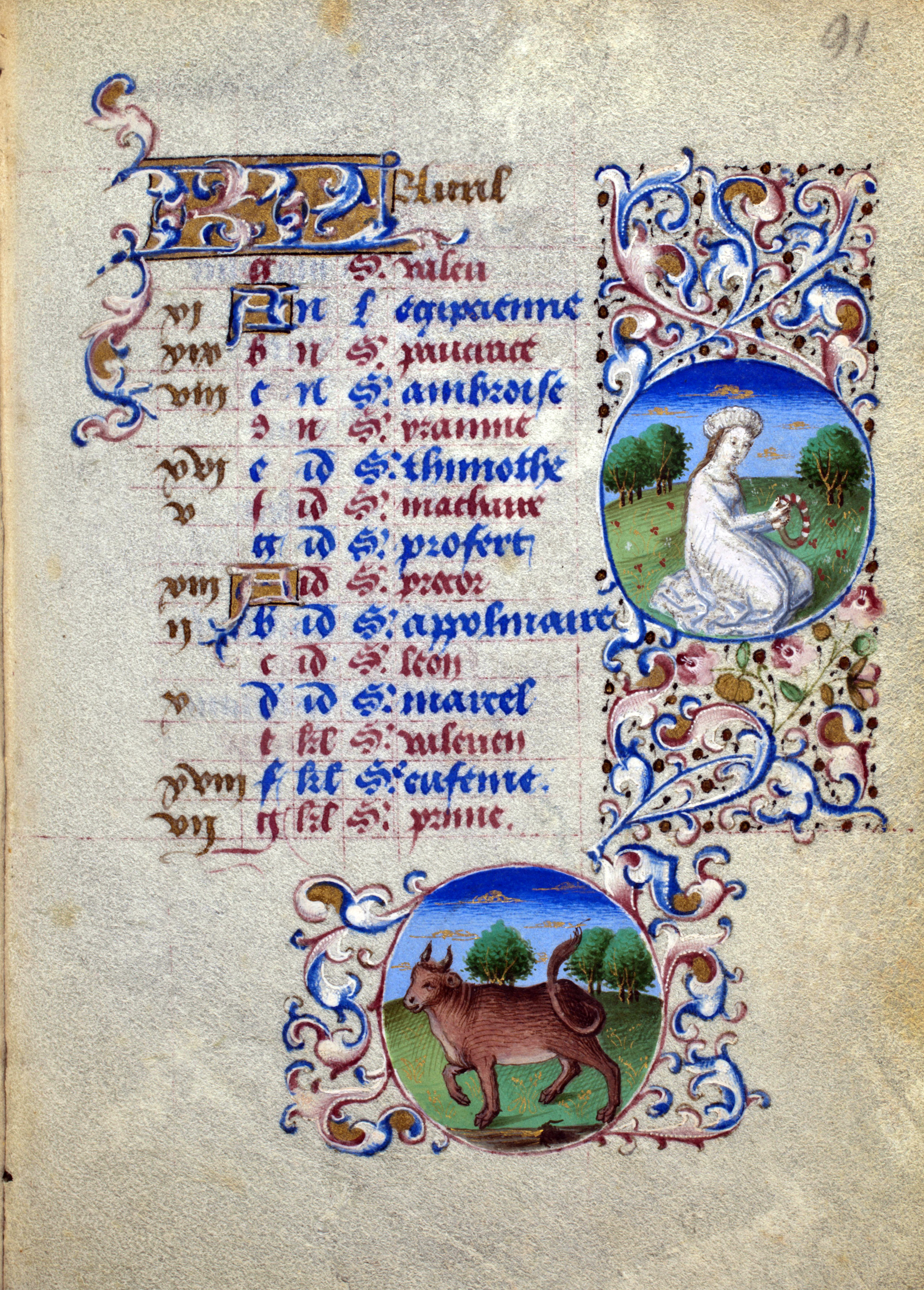
April in het getijdenboek van Simon de Varie
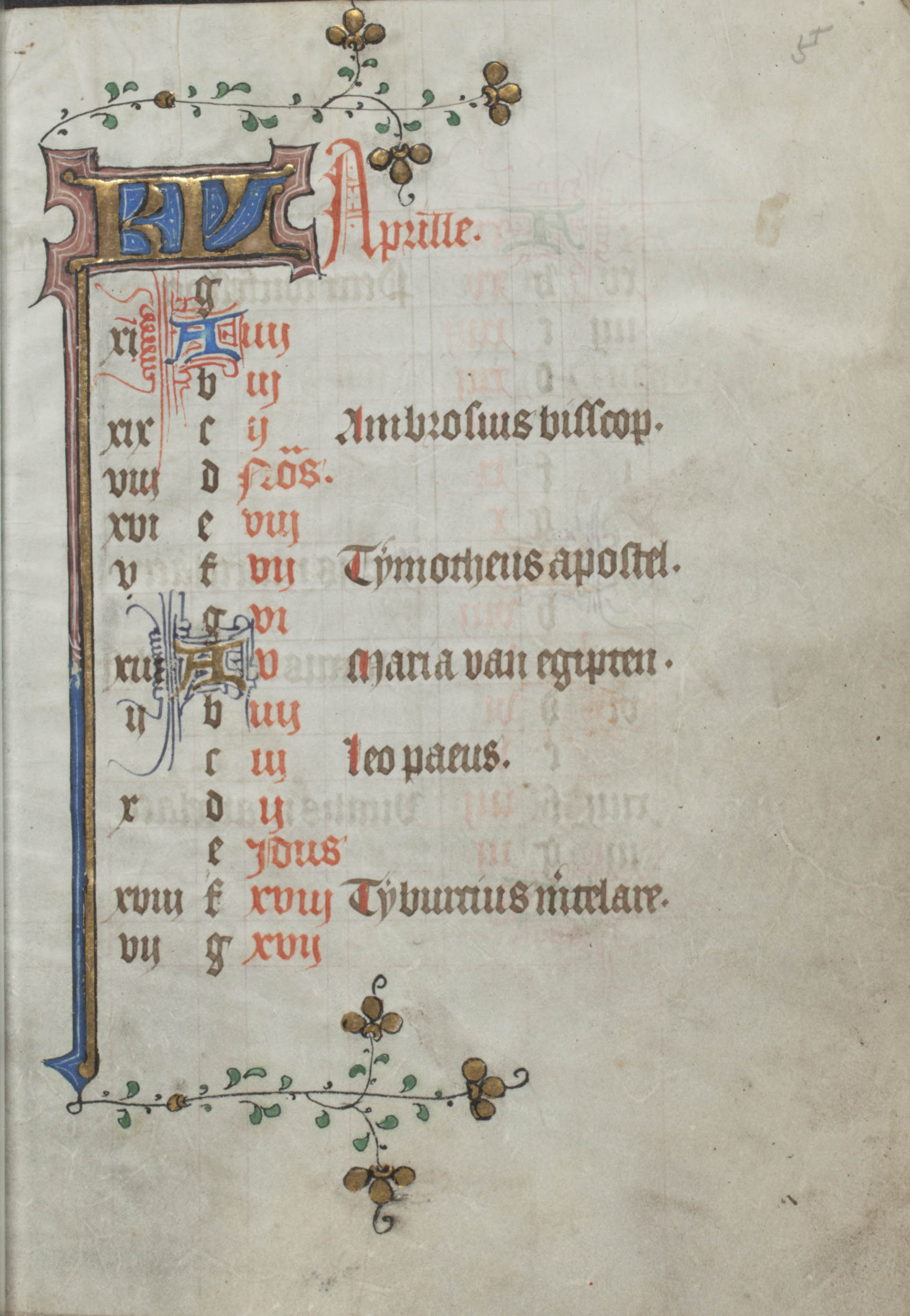
April in het getijdenboek van de Meesters van Zweder van Culemborg
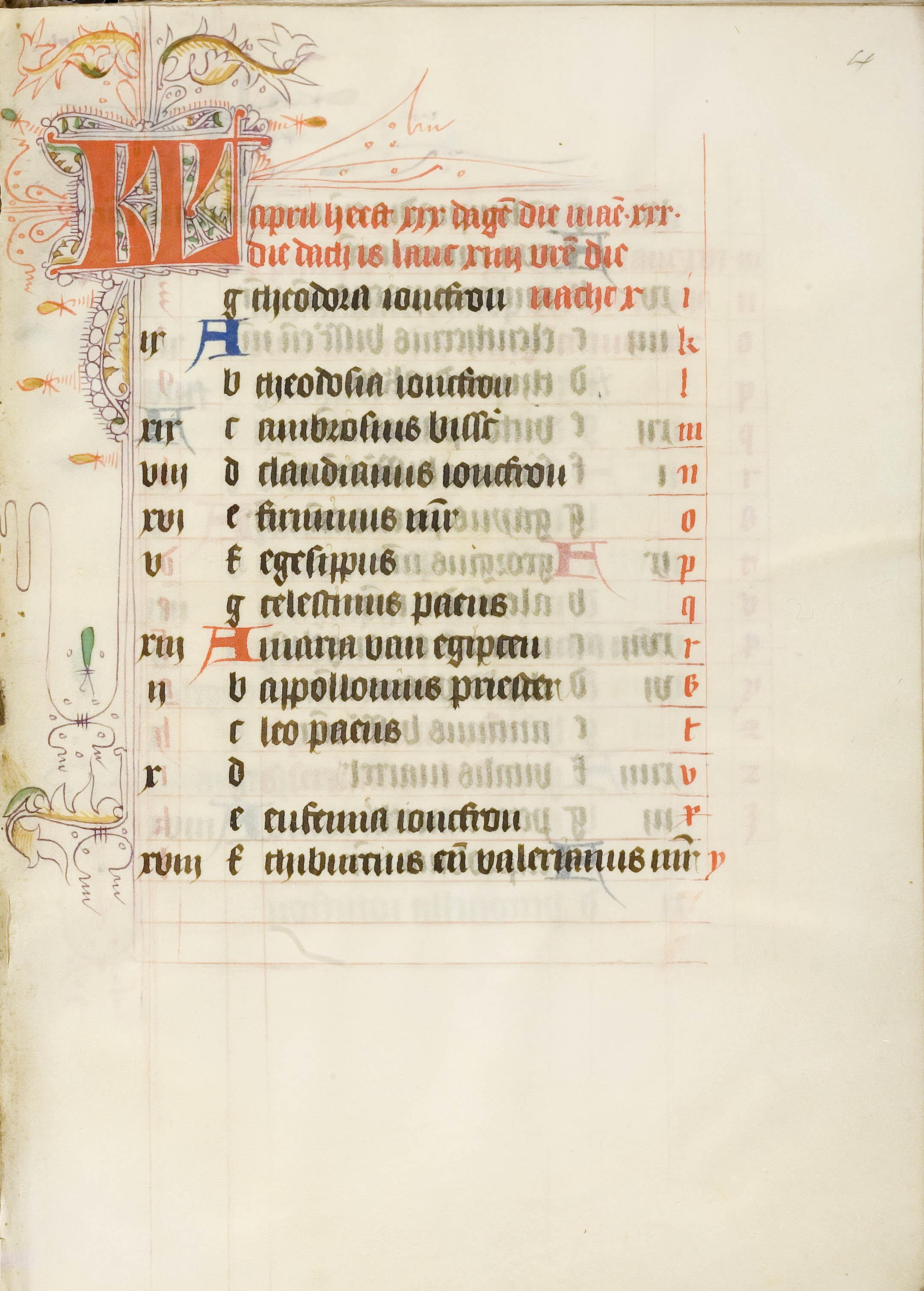
April in het Bout Psalter-getijdenboek
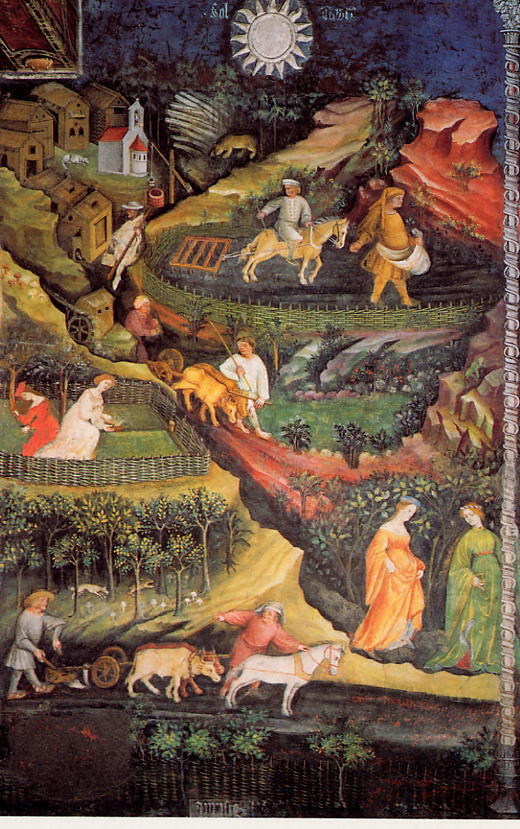
April, fresco in de Torre Aquila in Trente
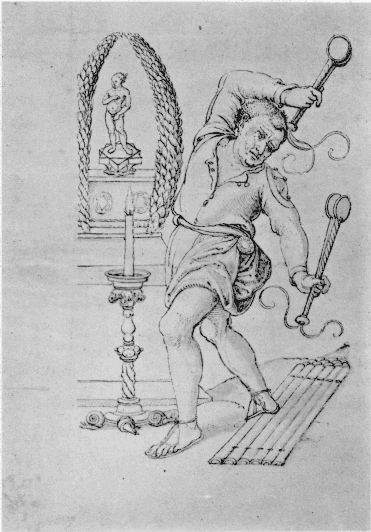
De maand april, uit de Chronograaf van 354 van de Romeinse kalligraaf Filocalus
- ‘April doet wat hij wil’, Polygoonjournaal uit 1935